# Sporidesmiella parva
Sporidesmiella parva är en svampart som först beskrevs av M.B. Ellis, och fick sitt nu gällande namn av P.M. Kirk 1982. Sporidesmiella parva ingår i släktet Sporidesmiella och familjen Melanommataceae.   Inga underarter finns listade i Catalogue of Life.